# Легьоновский повет
Легьоновский повет (пол. Powiat legionowski) — повет (район) в Польше, входит как административная единица в Мазовецкое воеводство. Центр повета — город Легьоново. Занимает площадь 389,86 км². Население — 111 049 человек (на 2013 год).

## Административное деление
- города: Легьоново, Сероцк
- городские гмины: Легьоново
- городско-сельские гмины: Гмина Сероцк
- сельские гмины: Гмина Яблонна, Гмина Непорент, Гмина Велишев

## Демография
Население повета дано на 2013 год.
| Перепись            | Всего   | Мужчины | Женщины |
| ------------------- | ------- | ------- | ------- |
| Всего               | 111 049 | 53 621  | 57 428  |
| Городское население | 58 361  | 27 744  | 30 617  |
| Сельское население  | 52 688  | 25 877  | 26 811  |